# San José de la Montaña (Antioquia)
San José de la Montaña es un municipio de Colombia, localizado en la subregión Norte del departamento de Antioquia. Limita por el norte con el municipio de San Andrés de Cuerquia, por el este con el municipio de Santa Rosa de Osos, y por el sur con los municipios de Belmira, Liborina y nuevamente San Andrés de Cuerquia. Su cabecera municipal dista de 129 kilómetros de la ciudad de Medellín, capital del departamento de Antioquia. El municipio posee una extensión de 127 kilómetros cuadrados.

## Historia
La región, como aconteció en la mayoría de las regiones circundantes a ésta, estuvo habitada por la etnia indígena aborigen de los Nutabes, la cual en esta comarca se asentaba fundamentalmente en cercanías de un río conocido entonces como San Andrés, el cual río hoy se llama río El Valle y está localizado en la región de Toledo. 
Es clásico por estos lados el nombre de un gran jefe cacique guerrero de nombre Guarcama, famoso, belicoso y buen negociante.
En el año de 1916 se erigió en este territorio la primera parroquia. En marzo de este año el concejo de San Andrés de Cuerquia elevó a la categoría de corregimiento con el nombre de San José de San Andrés. Según documentos de la corporación Vistas, de Medellín, durante los primeros años de creación de San José, la persecución religiosa que ocurría en medio de las guerras civiles, obligó a Monseñor Joaquín G. González a esconderse en este municipio bajo la protección de Alejandro Restrepo y la colaboración de  Laureano Pino y Esteban Velásquez .
Nombres antiguos: En sus inicios, este distrito recibió el nombre de San José de San Andrés.

## División Político-Administrativa
Aparte de su Cabecera municipal. San José de la Montaña está compuesto por las veredas:
Cambure, El Caribe, El Congo, La María, Potrerito, Santa Bárbara, La Mariela, Santa Inés.

## Generalidades
- Fundación: El 31 de octubre de 1916.
- Erección en municipio: Ordenanza 2 del 30 de octubre de 1964.
- Fundadores: Esteban Velásquez Restrepo, Laureano Pino
- Fundador del hospital:  Laureano Pino
- Apelativos: Fortín lechero, Municipio verde por naturaleza, Paraíso Verde del Norte Antioqueño y Pesebre de Antioquia.

El territorio de San José de la Montaña parece un inmenso tapiz tejido agrícolamente en tonos de verde que cubren todo el paisaje hasta donde alcanza la vista.
Su población oscila entre 3500 y 3800 habitantes.
La mejor ruta para llegar a este municipio consiste en tomar (desde Medellín), la Autopista Norte, pasando sucesivamente por los municipios de Copacabana y Girardota hasta llegar al Alto de Matasanos, y desde allí luego a Santa Rosa de Osos tomando la desviación en los Llanos de Cuivá. La carretera está totalmente pavimentada.

## Demografía
Población Total: 10 000 hab. (2018)
- Población Urbana: 3 000
- Población Rural: 7 000

Alfabetismo: 89.8% (2005)
- Zona urbana: 90.4%
- Zona rural: 88.5%

### Etnografía
Según las cifras presentadas por el DANE del censo 2005, la composición etnográfica del municipio es: 
- Mestizos & blancos (99,5%)
- Afrocolombianos (0,4%)
- Indígenas (0,1%)

## Economía
- La economía de San José de la Montaña se fundamenta en la explotación del ganado lechero, principal renglón económico del municipio. Este municipio es un importante productor de leche del norte de Antioquia. Comercializa aproximadamente 130 mil litros diarios.
- Como actividades agrícolas se destacan las del fríjol y la papa.
- El pueblo es rico en cultivos de trucha. Actualmente se está diversificando en productos como la mora, el tomate de árbol y flores.
- Cuenta con una microcentral de energía que aprovecha el caudal de agua proporcionado por el Río San Andrés.

## Fiestas
- Fiestas de la Virgen del Carmen
- Fiestas patronales (San José) 19 de marzo
- Fiestas de la Institución Educativa Francisco Abel Gallego

## Patrimonio histórico artístico y destinos ecológicos
- Parque Principal, rodeado de casas bien conservadas, de arquitectura republicana. Tiene zonas verdes con palmas de cera.

- Iglesia del Perpetuo Socorro, una verdadera obra de arte debido a sus reliquias y frescos

- Casa de la Cultura Rafael Giraldo Vélez. Acá se realizan actos culturales y talleres en danza, pintura y manualidades

- Cementerio de San José de La Montaña

- Bustos a Simón Bolívar, don Esteban Velásquez y don Francisco Abel Gallego V.

Destinos campestres y ecológicos:
- Bosques de Niebla

- Altos de San Julián, de la Cruz, El Volador y Chusca.

- Cavernas de Santa Bárbara. Fueron habitadas por las tribus Nutabes y se encuentran ubicadas en el "Bosque de Niebla". Desde allí se puede gozar de panorámicas del municipio y practicar campismo. Se pueden explorar cinco de estas cavernas, en las que habitan murciélagos

- Chorro del Águila

- Lagos de Congo. Son tres lagunas ubicadas a 3.200 metros sobre el nivel del mar, en el páramo de Santa Inés. Es una zona de gran belleza natural plena de fauna y flora

- Quebrada Caribe. Pesca deportiva de la trucha arco iris. Es una zona para acampada.

- Zona de Páramos. Paisajes poco intervenidos por el hombre, en los que sobresale una gran variedad de orquídeas

- Fincas ganaderas

- Cristo de San Juan. Desde allí, a más de 3200 ms.n.m se obtiene una amplia vista sobre la región y los municipios vecinos.